# Euanisous perforatus
Euanisous perforatus är en insektsart som beskrevs av Sänger och Brigitte Helfert 2000. Euanisous perforatus ingår i släktet Euanisous och familjen vårtbitare. Inga underarter finns listade i Catalogue of Life.